# Magali Imbert
Magali Imbert, née le 26 février 1958 à Salon-de-Provence, est une musicienne, flûtiste à bec et interprète de musique baroque, dont le répertoire s'étend de la musique médiévale à la musique du XXIe siècle.

## Biographie
Magali Imbert a étudié d'abord très jeune la flûte traversière et le piano au Conservatoire de Salon-de-Provence. Puis, de 1980 à 1984, au contact des musiques traditionnelles en Côte d'Ivoire, elle s'est concentrée sur les aspects sacrés des pratiques traditionnelles de la musique. Enfin, elle a étudié avec Pierre Hamon et obtenu un premier prix de flûte à bec au Conservatoire national régional d’Aubervilliers. Elle s’est orientée alors vers les musiques baroque et médiévale et est partie se perfectionner auprès de Walter van Hauwe aux Pays-Bas, et de Kees Boeke et Frans Brüggen en Italie. Elle a commencé ensuite une carrière de flûtiste à bec en se fondant sur la musique des périodes médiévale et baroque et en cherchant toujours à l’élargir vers d'autres champs musicaux, d'autres transcriptions et d'autres cultures.
Tout en multipliant les festivals (Festival de musique ancienne de Brisbane en Australie, Festival estival de Paris, de Sao Paulo au Brésil, Festival 38e Rugissants de Grenoble) et les concerts (Comédie-Française, Cité de la musique, Centre culturel irlandais), Magali Imbert fonde en 2001 l’ensemble Galata, spécialisé dans le répertoire médiéval et baroque. Depuis, elle poursuit son enseignement de la flûte à bec tout en menant des recherches pour mieux s'associer avec les diverses musiques du monde.

## Création et recherche musicales
Magali Imbert part du jeu de la flûte dans les musiques traditionnelles et cherche à la faire dialoguer avec des instruments de cultures différentes comme le tabla, le rabab, le kanoun, ou encore la guitare électrique, le saxophone ou le koto. Ainsi, l'altiste et compositeur Garth Knox a joué avec Magali Imbert plusieurs duos mêlant les flûtes à l'alto, la viole d'amour et la vièle à archet. Un de ces spectacles a donné lieu à l'enregistrement de l'album "Utopian dances" en 2007.
Sur un autre registre, la flûtiste a cherché à insérer la poésie au centre de sa recherche musicale. Ainsi, avec l'ensemble Galata, Magali Imbert a créé en 2003 un spectacle dénommé « Une soirée à la Cour d’Antioche », avec le concours de la chanteuse pashtoune Zarsanga et mettant en scène la poésie amoureuse féminine. De même,  elle a créé, avec le comédien Jean-Luc Debattice des concerts-lecture tels que « La Nef des fous » ou « Lapin, coyote … Bestiaire indien ». Sous la direction de Mimi Lorenzini, elle a également joué dans « Opus pour un autre temps », spectacle de jazz et d'improvisations en l'honneur du poète Mahmoud Darwich, avec aux saxophones Steve Potts
et Vincent Daoud, au piano Françoise Toullec et à la contrebasse L.M. Marion.

## Discographie
- Arie et Synfonie - Les Passions de l’âme, Georg Friedrich Haendel, avec Magali Imbert  (flûte), Mandala, 1999
- Amor dolce - Musiques à danser du XIVe siècle, par Adel Shams El Din (percussions), Magali Imbert (flûte et clarinette) et Fabrice Villard (flûte et clarinette), CD album |Buda Music. Universal, 2002
- Plaisir d'amour, direction Vincent Dumestre avec Magali Imbert (psaltérion), Alpha, 2004
- Heroes - Vivaldi, Ensemble Matheus, direction Jean-Christophe Spinosi, avec Philippe Jaroussky (contre-ténor) et Magali Imbert (flûte), EMI Virgin Records, rec.  Auditorium de l'École Nationale de Musique, Brest, octobre 2006
- Utopian dances, par Garth Knox (viole d'amour) et Magali Imbert (flûte), en collaboration avec ECM[5], 2007